# Entelopes fuscotarsalis
Entelopes fuscotarsalis là một loài bọ cánh cứng trong họ Cerambycidae.